# Calabar

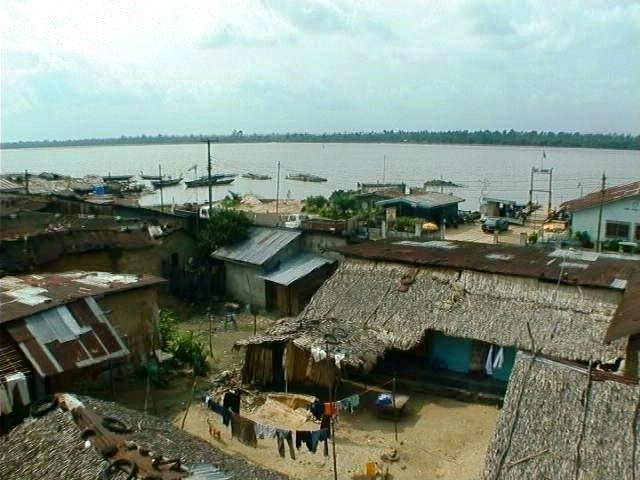
Calabar.

Calabar är en kuststad i det allra sydostligaste hörnet av Nigeria, belägen där floden Cross mynnar i havet, inte långt ifrån gränsen till Kamerun. Den är administrativ huvudort för delstaten Cross River. Staden sträcker sig in i de två distrikten Calabar-Municipal och Calabar South, vilka sammanlagt hade 375 196 invånare vid folkräkningen 2006, på en yta av 406 kvadratkilometer.
Calabar är en viktig hamnstad, vars industri bland annat omfattar sågverk, cement- och gummiindustri och skeppsbyggnad. Från hamnen utskeppas bland annat palmprodukter, timmer, gummi och kakao. Här finns ett universitet (grundat 1975) och flera högskolor, samt ett stadsmuseum.
Staden växte på 1600-talet fram som en marknadsstad för efikfolket, och hade en betydande slavhandel. Unesco har uppskattat att runt trettio procent av de slavar som fraktades till Nya Världen från Afrikas västkust passerade Calabars hamn. Calabar var, under namnet Old Calabar, huvudstad för de brittiska protektoraten Oil Rivers (1885-1893), Niger Coast (1893-1900) och Southern Nigeria (1900-1906).